# Воробіївка (Кам'янець-Подільський район)
Воробії́вка — село в Україні, у Дунаєвецькій міській територіальній громаді Кам'янець-Подільського району Хмельницької області.

## Назва
В історичних документах згадується у XVI столітті під назвою «Нижчий Дунаєвець».

## Географія
Подільське село Воробіївка розкинулось на подільській височині в південно-західній частині України, на захід від села розташована ботанічна пам'ятка природи «Алея горіха волоського». У селі річка Безіменна впадає у річку Тернаву. Поблизу Воробіївки проходить автошлях національного значення Н03 Житомир — Чернівці.

### Клімат
Воробіївка знаходяться в межах вологого континентального клімату із теплим літом.

## Історія
На території села виявлені знаряддя праці доби неоліту.
Село відоме з XVI століття.
Церква святої Параскеви збудована у XVIII столітті – дерев’яна, розібрана через хиткість у 1850-х роках. Нова церква збудована в 1866 році – кам’яна, з окремою кам’яною дзвіницею.
В 1905 році поруч існувало окремо село «Воробіївка Корчма» або «Липова».
В липні 1906 року відбувся страйк селян, придушений військовою силою.
У селі була двоповерхова садиба з піднесеним портиком із чотирма колонами, що підтримували трикутний фронтон і сходи по боках. Особняк був покритий двосхилим дахом. Будівлю зруйнували більшовики.
Внаслідок поразки визвольних змагань на початку XX століття, село надовго окуповане російсько-більшовицькими загарбниками.
Радянська окупація принесла колективізацію та розкуркулення, мешканці села зазнали репресій.
В 1932–1933 селяни села пережили сталінський голодомор.
Орденами і медалями в роки Другої світової війни нагороджено 155 жителів села.
У Воробіївці збудовано спеціалізоване господарство, створене 1964 року. В цьому колгоспі споруджено один з найбільших в області автоматизованих тваринницьких комплексів для відгодівлі 8—9 тисяч свиней.
З 1991 року в складі незалежної України.
13 серпня 2015 року шляхом об'єднання сільських рад, село увійшло до складу Дунаєвецької міської громади, до цього органом місцевого самоврядування була Воробіївська сільська рада.
19 липня 2020 року, в результаті адміністративно-територіальної реформи та ліквідації Дунаєвецького району, село увійшло до складу Кам'янець-Подільського району.

## Населення
За переписом населення України 2001 року в селі мешкало 817 осіб.
Згідно даних 2015 року в селі проживало 819 осіб.

### Мова
У селі поширені західноподільська говірка та південноподільська говірка, що відносяться до подільського говору, який належить до південно-західного наріччя.
Розподіл населення за рідною мовою за даними перепису 2001 року:
| Мова            | Кількість | Відсоток |
| --------------- | --------- | -------- |
| українська      | 826       | 98.69%   |
| російська       | 7         | 0.83%    |
| білоруська      | 2         | 0.24%    |
| інші/не вказали | 2         | 0.24%    |
| Усього          | 837       | 100%     |

## Галерея

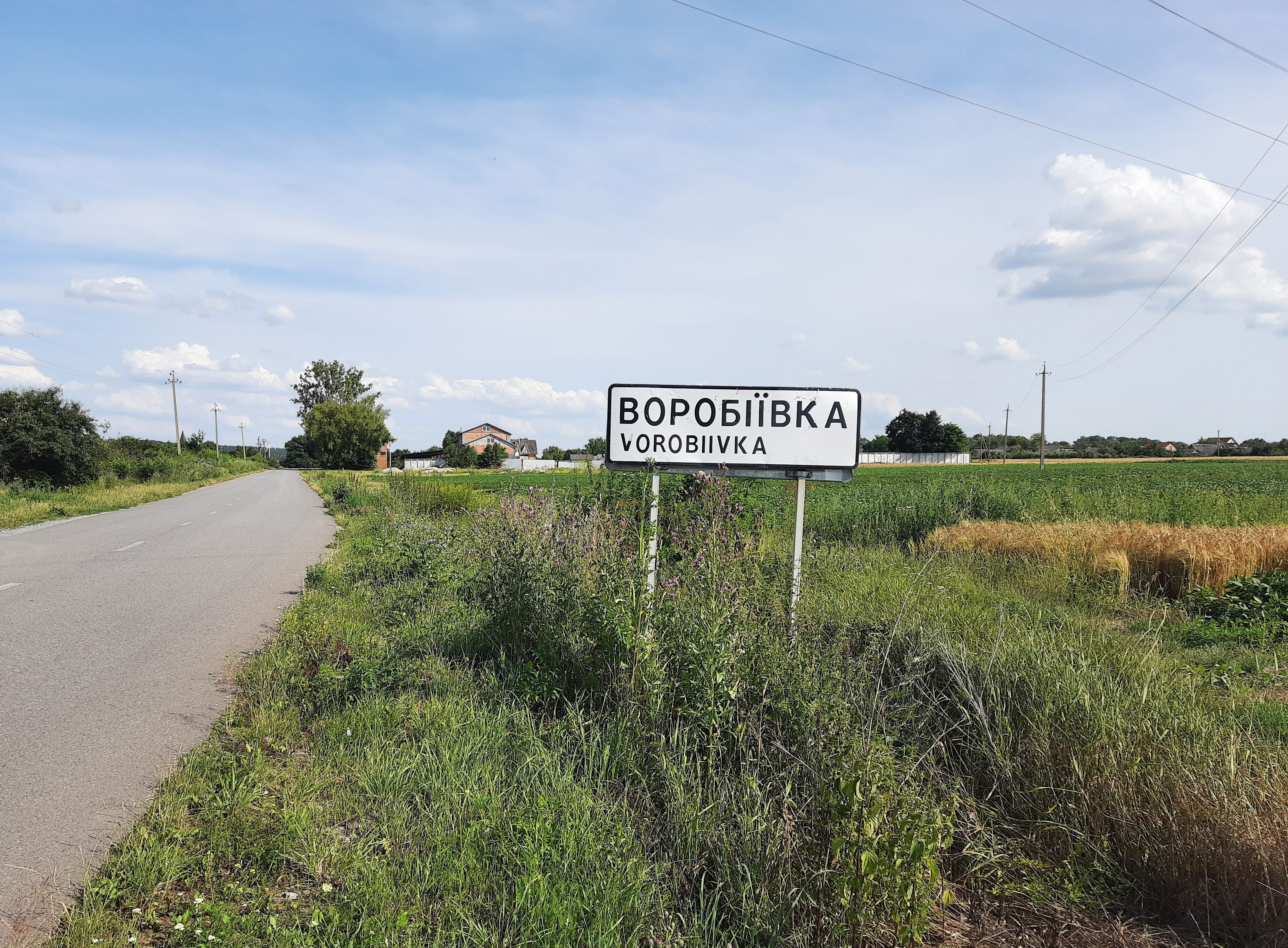
Дорожній знак при в'їзді в село
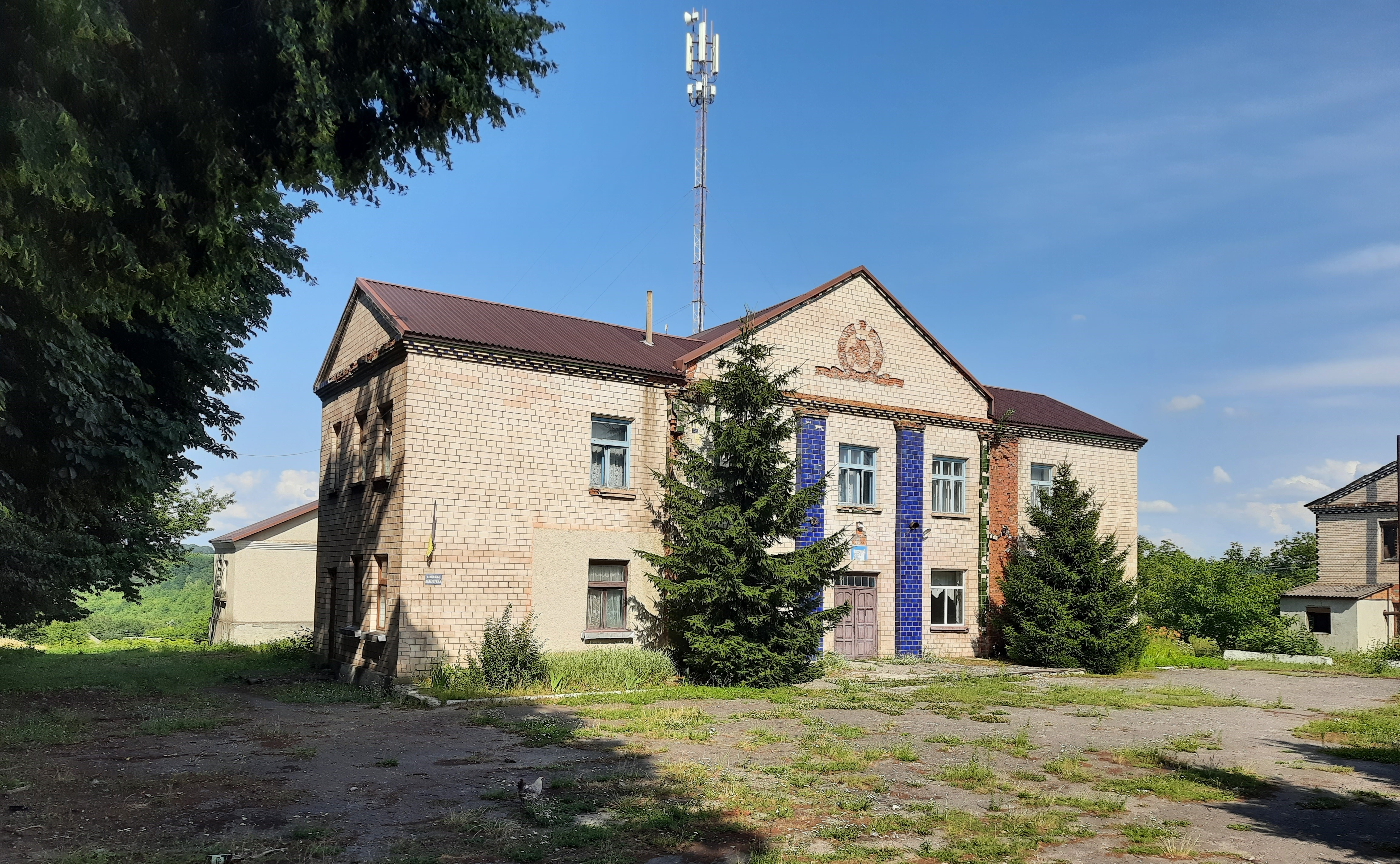
Будинок культури
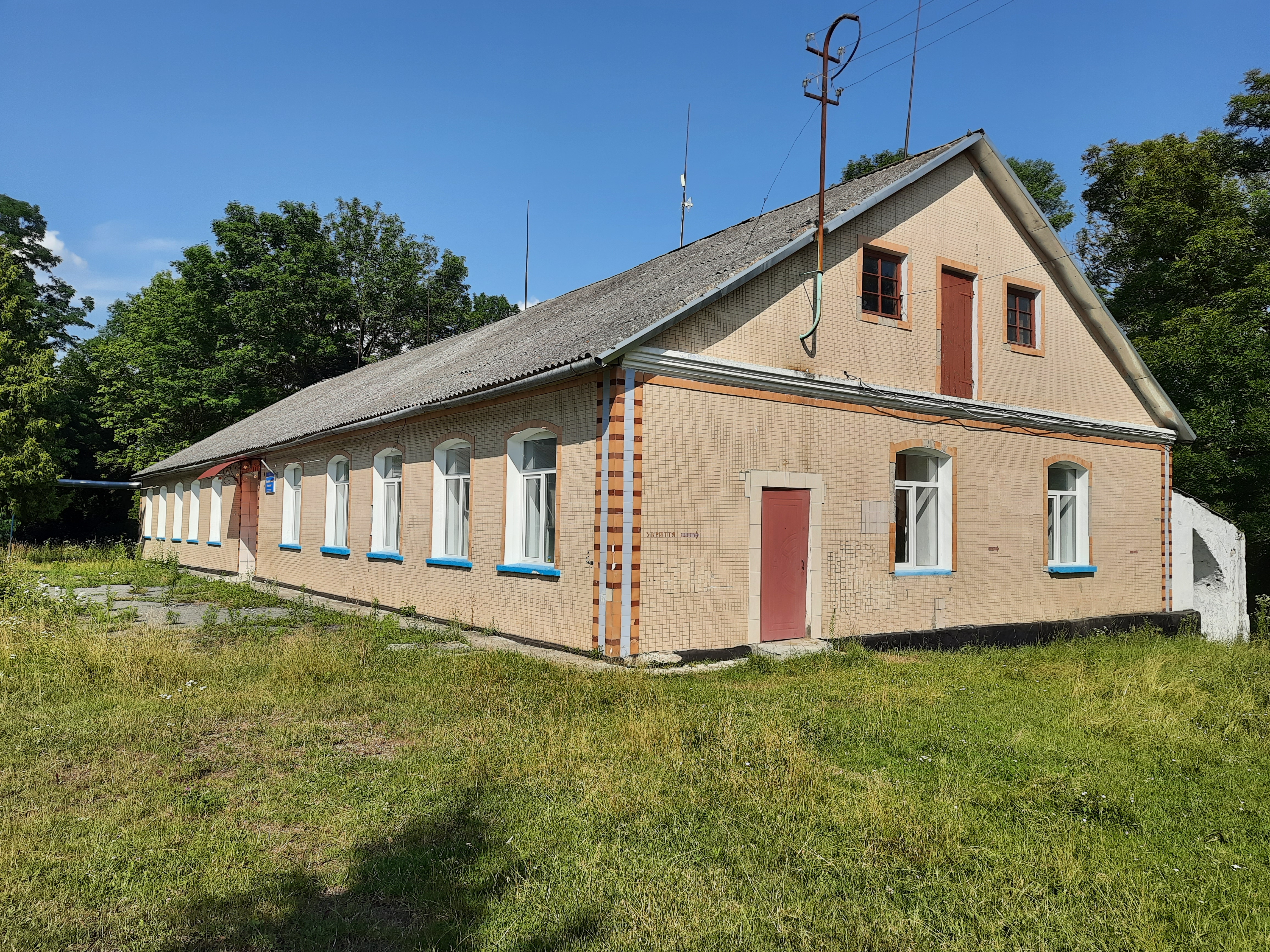
Школа
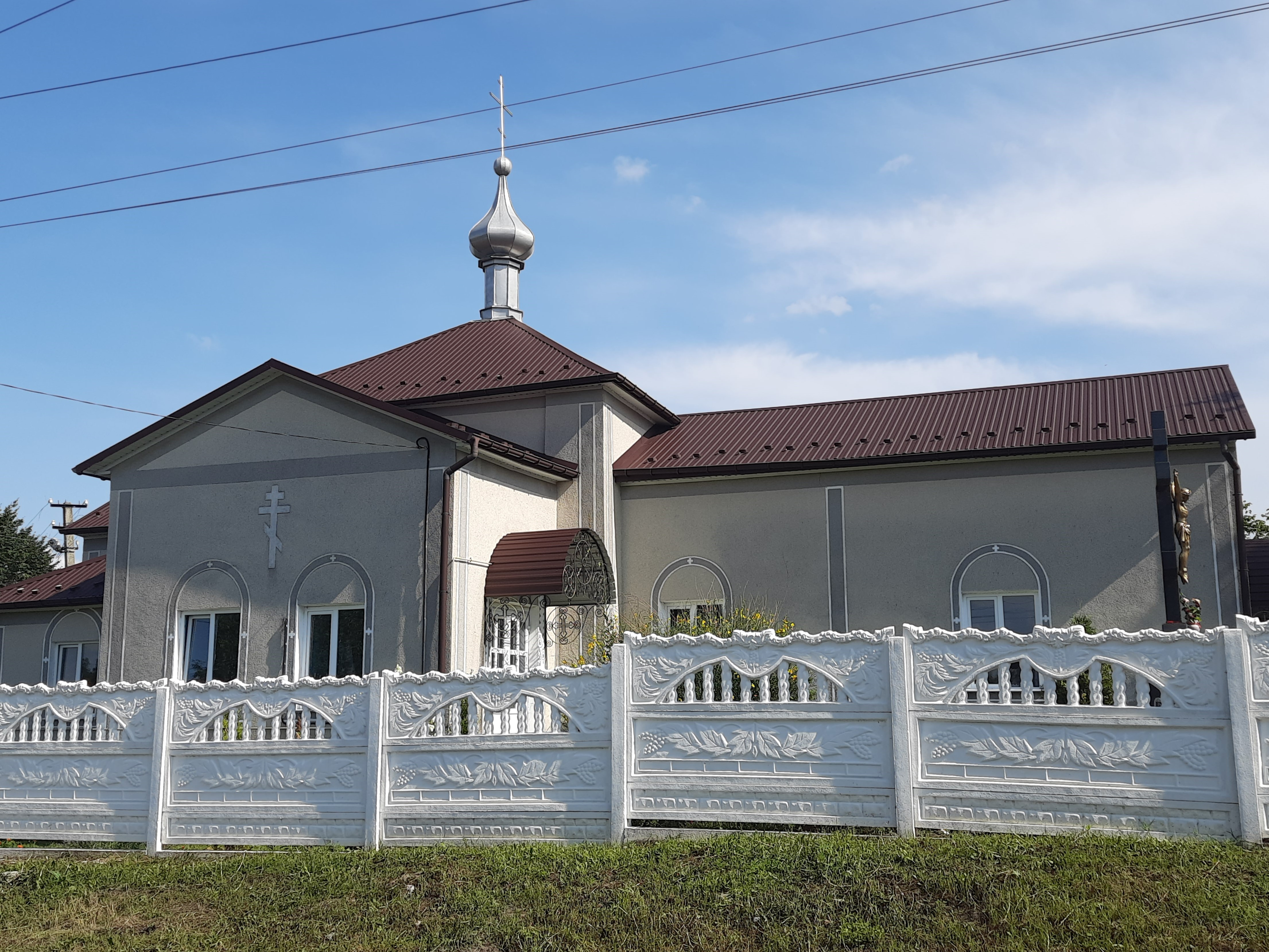
Сільська церква
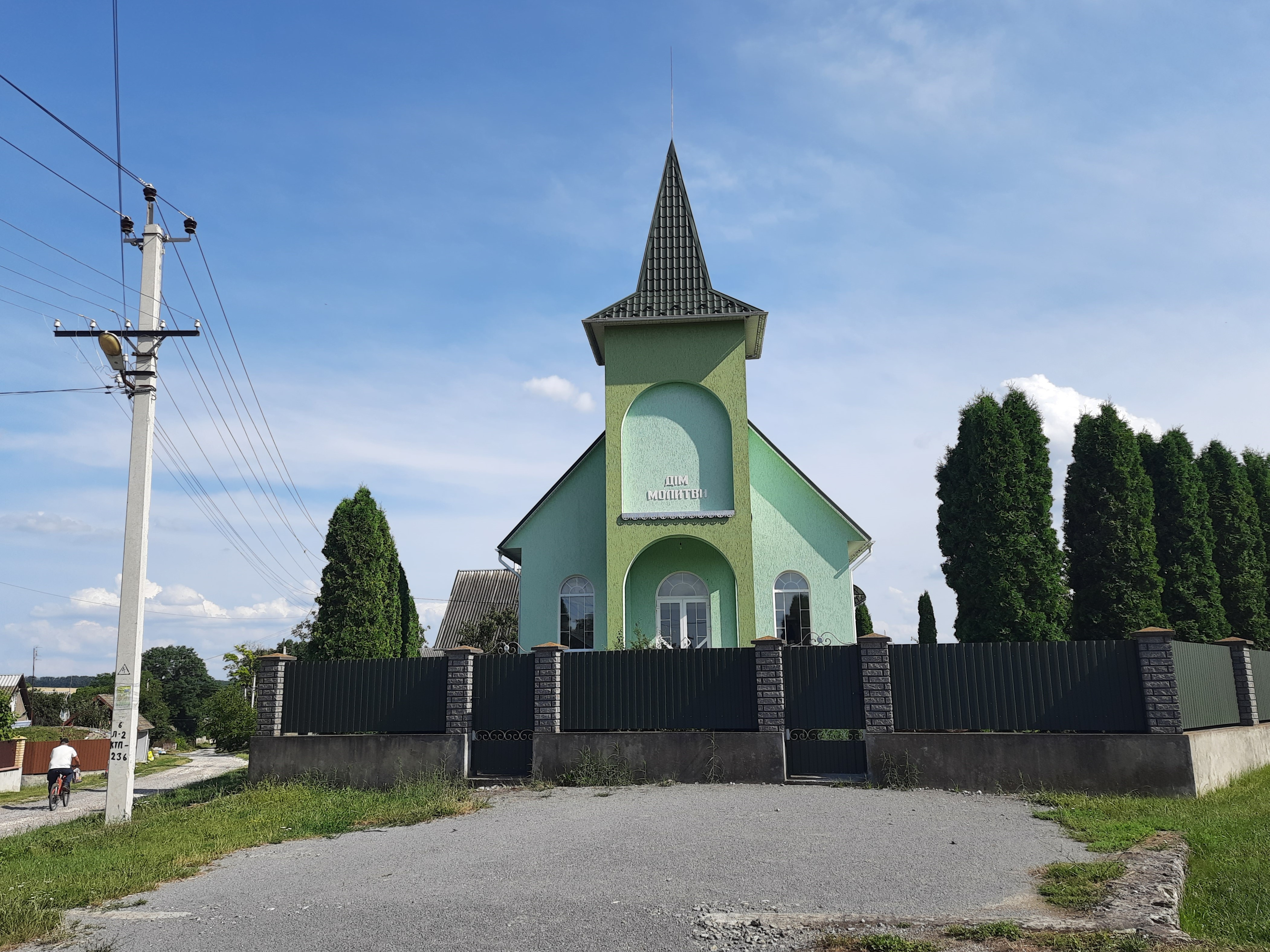
Дім молитви
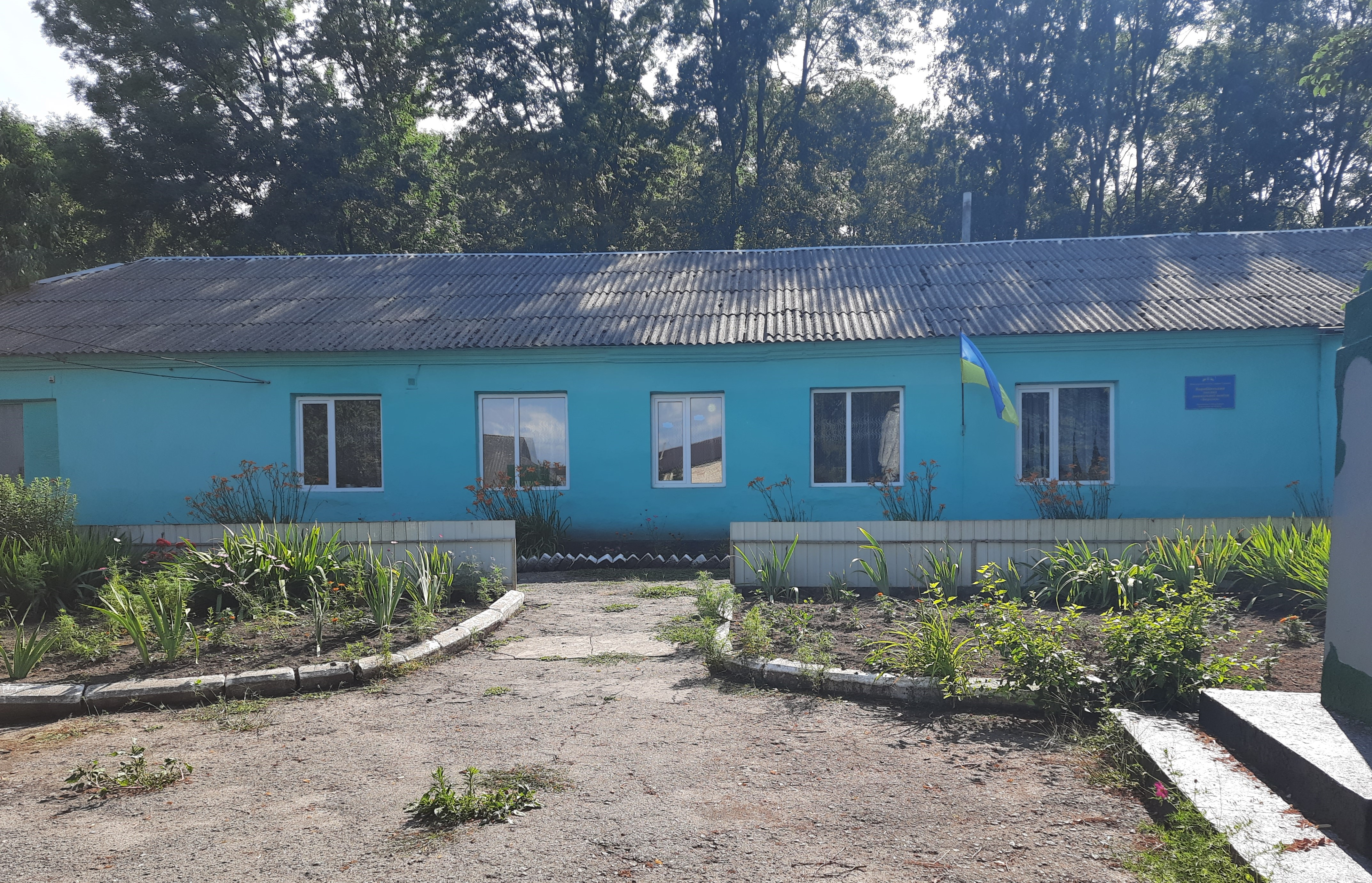
Дитячий садок
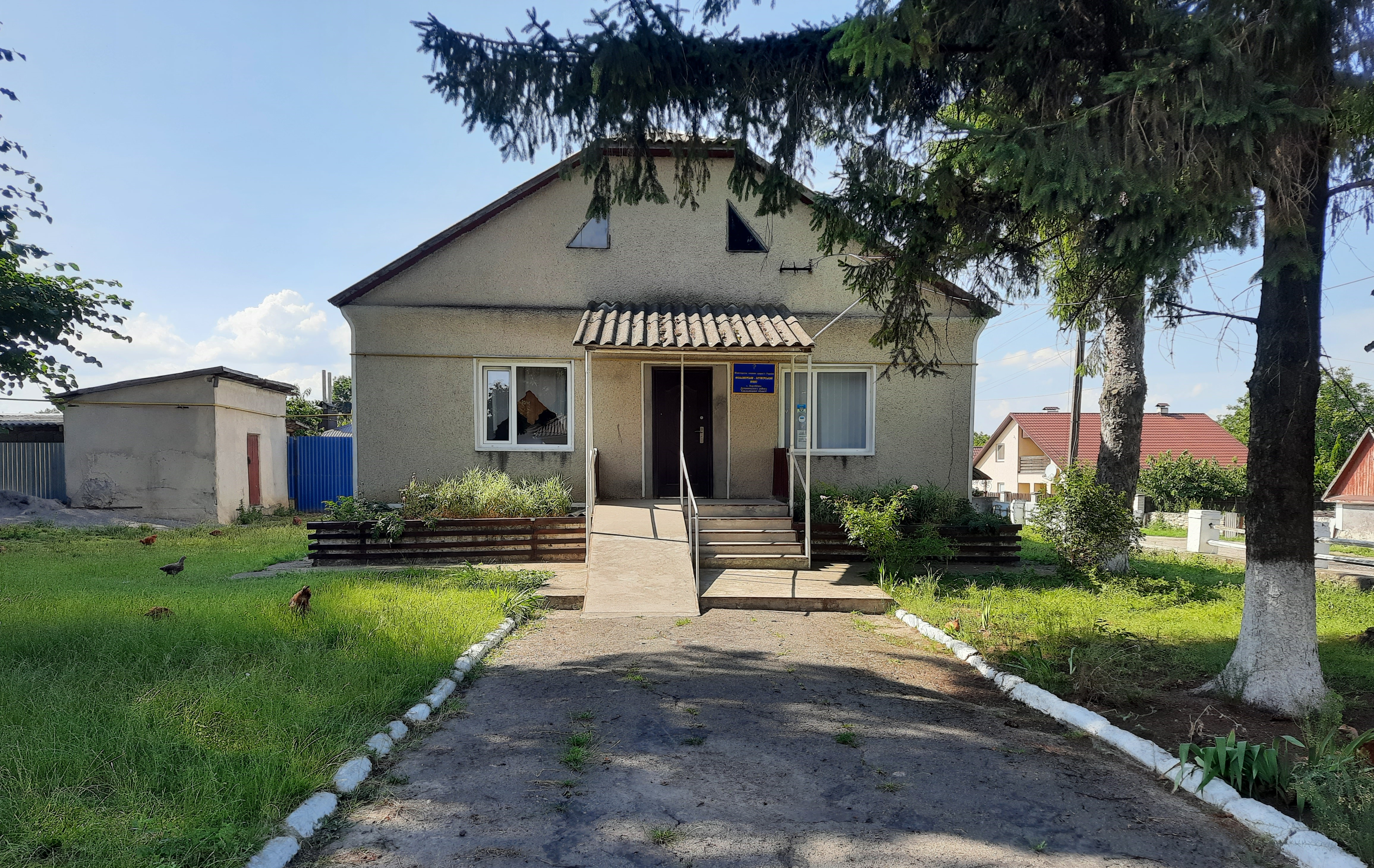
Фельдшерський пункт
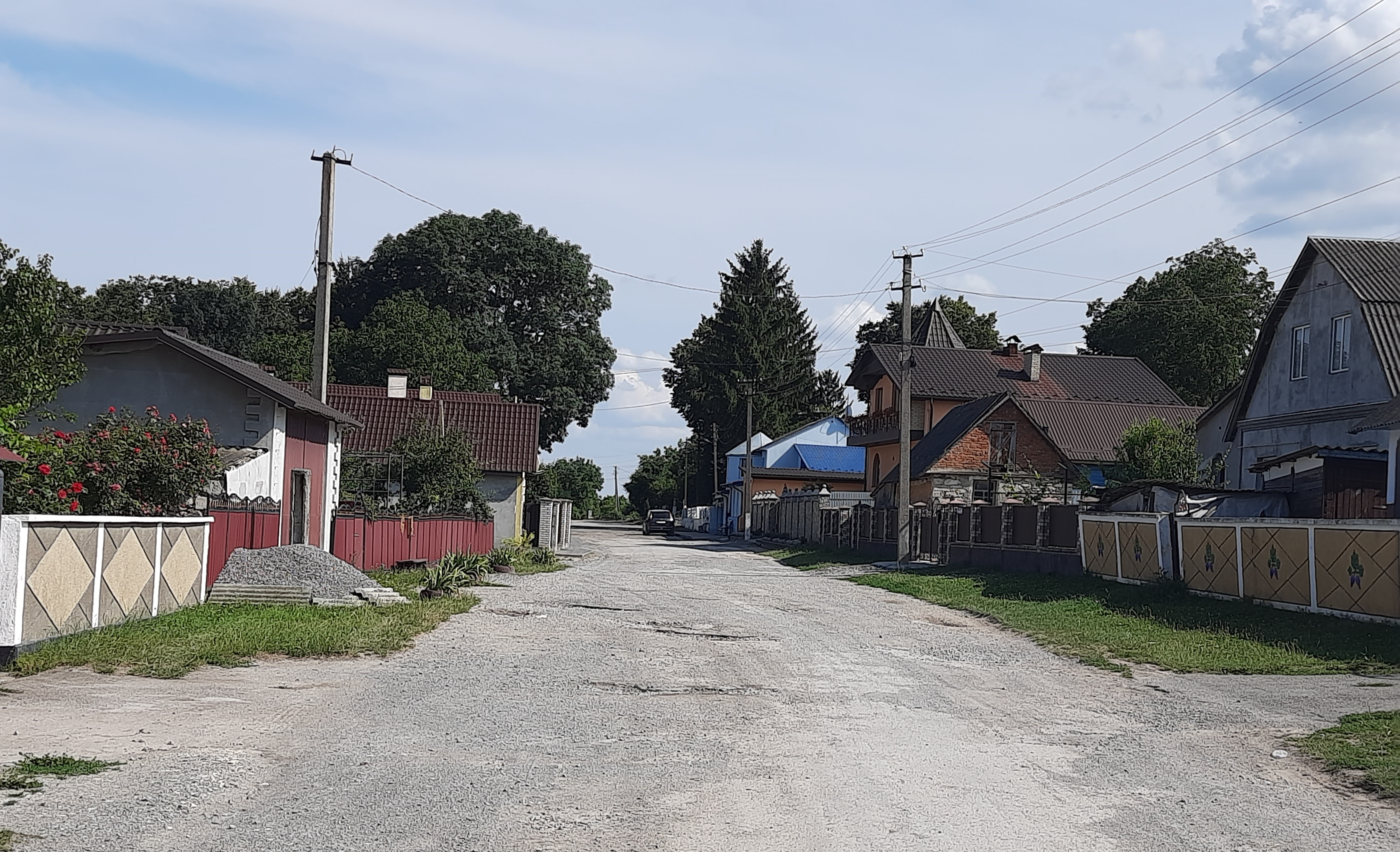
Сільська вулиця
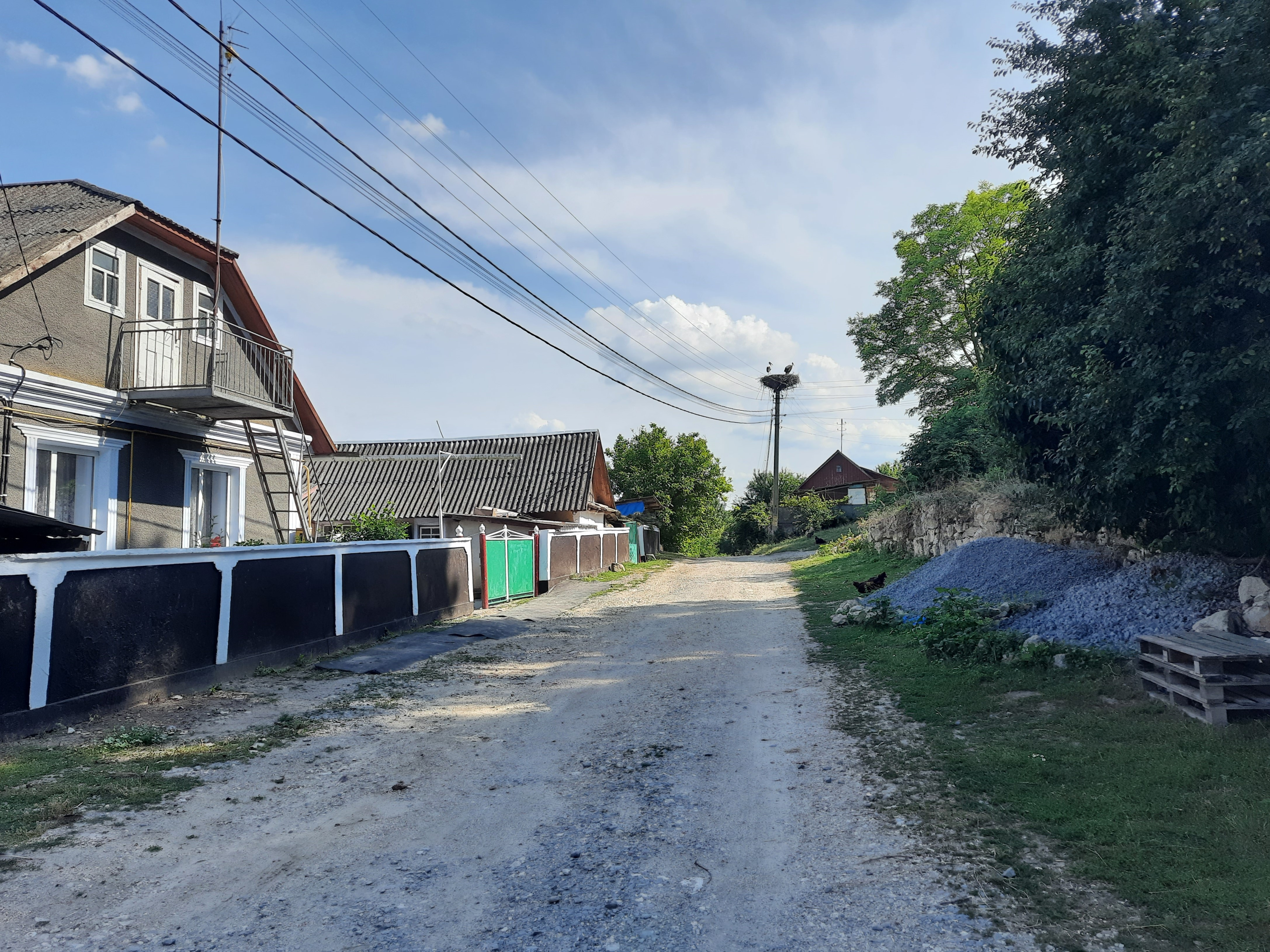
Сільський пейзаж
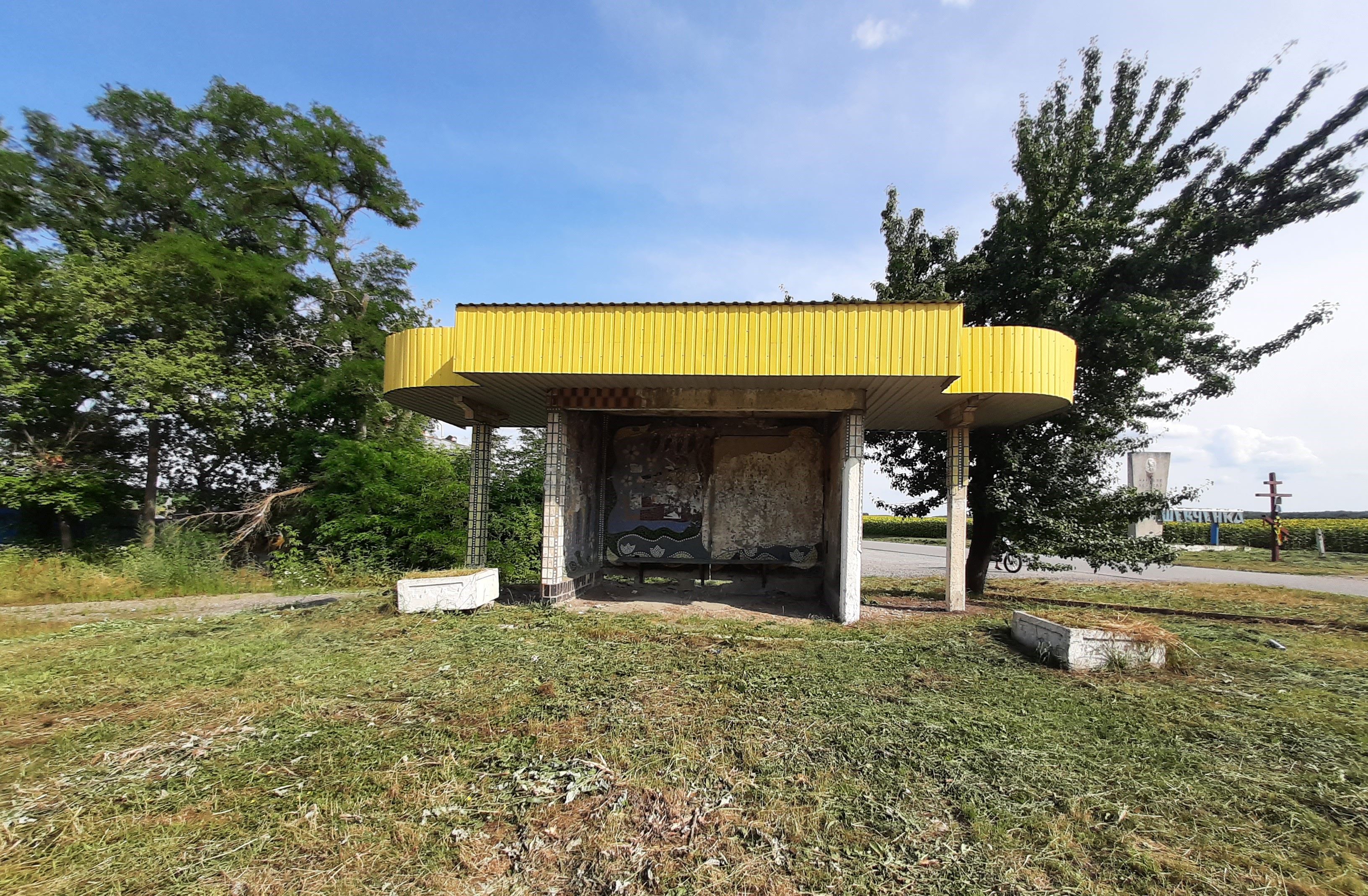
Автобусна зупинка біля села